# Туркменский государственный университет имени Махтумкули
Туркменский государственный университет имени Махтумкули (туркм. Magtymguly adyndaky Türkmen döwlet uniwersiteti) — ведущий, один из старейших и крупнейших классических университетов Туркменистана. Назван в честь Махтумкули Фраги.

## История
Туркменский государственный университет им. М. Горького был образован 14 июля 1950 года путём реорганизации существовавшего с 1931 года Ашхабадского педагогического института. В институте велась подготовка специалистов на агропедагогическом, организационно-методическом и филологическом факультетах.
В годы Великой Отечественной войны здание Ашхабадского пединститута было выделено для занятий эвакуированного в Ашхабад МГУ, и многие занятия для студентов МГУ и пединститута были совместными.
В 1989 году Туркменский государственный университет вошёл в Евразийскую ассоциацию университетов.
До 1993 года университет носил имя русского писателя Максима Горького.
С обретением Туркменистаном независимости университету было присвоено имя туркменского поэта Махтумкули.
Университет имеет международные соглашения о сотрудничестве c такими научно-исследовательскими центрами как ЕНУ им. Гумилёва, МГУ им. Ломоносова, Бакинский государственный университет, Ереванский государственный университет, Белорусский государственный университет, Государственный университет Румынии.

## Здания университета
В 2007 году компания «Буиг» построила главный корпус ТГУ с библиотекой, читальным залом и актовым залом общей площадью 13500 м² на 40 млн долларов США.
Французская фирма «Буиг» в рамках контрактов с ТГУ выполнила реконструкцию зданий на 45 млн долларов США. Французская фирма произвела реконструкцию фасада главного и 1-го учебного корпусов ТГУ.
1 сентября 2008 года открылось здание физико-математического факультета. В церемонии открытия нового учебного корпуса принял участие президент Туркменистана Гурбангулы Бердымухамедов.
1 сентября 2011 года открылось здание географического факультета и двух корпусов общежитий, возведенных французской компанией «Буиг». Учебный корпус примыкает к главному зданию ТГУ. В корпусе географического факультета могут заниматься 800 студентов.

## Факультеты
- математический
- информационных технологий
- физический
- химический
- биологический
- географический
- исторический
- туркменского языка и литературы
- английского языка и литературы
- романо-германских и восточных языков
- юридический
- факультет повышения квалификации

В университете работает 37 кафедр, которые осуществляют подготовку специалистов, по 14 направлениям профессиональной подготовки и 33 специальностям; а также — бакалавров и магистров.